# Área protegida municipal Palmera de Saó
El Área Protegida Municipal Palmera de Saó es un área protegida de Bolivia, ubicada las tierras bajas del país. Administrativamente se encuentra en el Distrito Municipal de Riva Palacios perteneciente al municipio de Cabezas de la provincia Cordillera en el departamento de Santa Cruz. Palmera de Saó se encuentra a 50 km al sureste de la ciudad de Santa Cruz de la Sierra, la capital departamental, y pertenece a la región del Chaco boliviano. Cuenta con una superficie de 758 ha (7,58 km²) y está bordeada por el este por el río Grande. El área está administrada por el Gobierno Municipal de Cabezas con el apoyo y colaboración del Gobierno Departamental de Santa Cruz a través de la Dirección de Áreas Protegidas.
Fue creada por ley N.º 3491 del 3 de octubre de 2006, durante el primer gobierno de Evo Morales, con el objetivo principal de orientar esfuerzos y tomar medidas precautorias para conservar la especie de la palmera de Saó. Esta palmera es el sustento económico de muchas familias de la comunidad de Paurito, en el municipio de Santa Cruz de la Sierra, y otras comunidades aledañas como Tundi, Usuró, Tijera, Jorochi, Santa Fe (pueblo guaraní) y la Peña donde se dedican eminentemente a la fabricación de artesanías hecha de saó.
En el área protegida se encuentran, además de la palmera de saó, otras especies forestales de alto valor económico, como el ochoó, tajibo y mara. En cuanto a la fauna del área, esta posee una diversidad de animales silvestres, como la urina, el jochi, la iguana y el taitetú.
El área está amenazada por varios factores, entre ellos la ampliación de la frontera agrícola, la extracción de manera ilegal de sus árboles para la fabricación de muebles y la constante amenaza hacia los animales por los cazadores clandestinos.